# Marija Prymatjenko
Marija Prymatjenko (ukrainsk: Марія Оксентіївна Примаченко (Приймаченко) tr. Marija Oksentiïvna Prymatjenko (Pryjmatjenko) ; født 30. december 1908, død 18. august 1997) var en naivistisk maler fra Ukraine.